# Мурта
Мурта (рум. Murta) — село у повіті Долж в Румунії. Входить до складу комуни Добрешть.
Село розташоване на відстані 178 км на захід від Бухареста, 39 км на південь від Крайови.

## Населення
За даними перепису населення 2002 року у селі проживала 651 особа, усі — румуни. Усі жителі села рідною мовою назвали румунську.